# Joseph Nèves
Joseph Joachim Ghislain Nèves (Sint-Gillis, 19 juni 1892 - Brussel, 1 september 1953) was een Belgisch volksvertegenwoordiger en senator.

## Levensloop
Joseph Nèves was van beroep journalist en werd in 1921 verkozen tot gemeenteraadslid van Doornik. Hij was er van 1921 tot 1926 schepen.
In 1932 werd hij verkozen tot socialistisch volksvertegenwoordiger voor het arrondissement Doornik en vervulde dit mandaat tot in 1936. Nèves werd toen provinciaal senator voor Henegouwen en dit tot in 1939.